# 松本明日香
松本 明日香（まつもと あすか - ）は、日本のモデル。元声優、女優、アイドル。

## 人物
声優を目指し始めたきっかけは、特徴のある声だと友人から言われたことから。現実には存在しえない人外のキャラクターの心情を考えながら演じることが楽しいという。
かつてはEARLY WINGに準所属していた。
ドラえもん好きを公言している。尊敬している声優は、大山のぶ代、水田わさび。
現在ではルックスを活かし、モデルとして活動している。

## 出演

### テレビアニメ
2012年
- しろくまカフェ

2013年
- 世界でいちばん強くなりたい!
- 八犬伝―東方八犬異聞―
- GJ部

2020年
- 超普通都市カシワ伝説（蓮子ちゃん）

### Webアニメ
2018年
- 超普通都市カシワ伝説（蓮子ちゃん）

2019年
- 超普通都市カシワ伝説（蓮子ちゃん）

### テレビ
- ツギクル・リサーチ!（2017年4月25日、BS-TBS）

### インターネットテレビ
- ユーザー投稿型トイウォーズバラエティ番組「トイばん」（2015年、ニコニコ生放送）ゲスト出演

### ゲーム
2014年
- BREAK雀BURST（リオーネ）

2015年
- トイ・ウォーズ

### モデル
- UNITED DUNKS CONTEST 17 / ユナイテッド・ダンクス・インターナショナル （2019年9月10日）

### 舞台
- アリスインプロジェクト「DANCE DANCE DANCE!踊りが丘学園～これが私の舞活動～」（2017年2月9日 - 19日、池袋・シアターKASSAI） - 星組クリスティーン役[3][4]

### イベント
- キッズ本格おしごと体験（2019年5月4日、イオンモール柏）[5]